# Meliah Rage
Meliah Rage är ett amerikanskt heavy metal-band, bildat 1987 i Boston i Massachusetts.

## Senaste medlemmar
- Stuart Dowie – trummor
- Jim Koury – gitarr
- Anthony Nichols – gitarr
- Paul Souza – sång
- Darren Lourie – basgitarr

## Diskografi (urval)
- Kill to Survive (1988, CBS/Epic Records)
- Live Kill (1989, CBS/Epic Records)
- Solitary Solitude (1990, CBS/Epic Records)
- Death Valley Dream (1996, BSR/Locomotive Records)
- Unfinished Business (2002, Screaming Ferret Wreckords; recorded 1992)
- Barely Human (2004, Screaming Ferret Wreckords)
- The Deep and Dreamless Sleep (2006, SFW/Universal Fontana)
- Masquerade (2009, Metro City Records/SFW)
- Dead to the World (2011, Metal on Metal Records)[1]
- Warrior (2014, Metal on Metal Records)[2]
- Before the Kill (compilation 2015, Metal on Metal Records)
- Idol Hands (2018, Metal on Metal Records)[3]